# Sematophyllum circinicaule
Sematophyllum circinicaule är en bladmossart som beskrevs av Brotherus 1925. Sematophyllum circinicaule ingår i släktet Sematophyllum och familjen Sematophyllaceae. Inga underarter finns listade i Catalogue of Life.